# Вишеньки (Рівненський район)
Ви́шеньки — село в Україні, в Рівненському районі Рівненської області. Населення становить 189 осіб.

## Географія
На південній околиці села пролягає залізнична дорога.